# Rex Taylor
Rex Taylor est un scénariste américain né le 1er novembre 1889 dans l'Iowa (États-Unis), mort le 27 décembre 1968 à San Pedro (Californie).

## Filmographie partielle
- 1917 : The Chief Cook
- 1918 : The Stranger (+ nouvelle)
- 1918 : The Cabaret Girl
- 1919 : Leave It to Susan de Clarence G. Badger
- 1919 : Un soir d'orage (Through the Wrong Door) de Clarence G. Badger
- 1921 : My Lady Friends
- 1921 : Marry the Poor Girl
- 1922 : They Like 'Em Rough
- 1922 : The Five Dollar Baby
- 1922 : Bells of San Juan
- 1923 : The Social Code
- 1923 : Lights Out
- 1923 : Blow Your Own Horn
- 1923 : A Noise in Newboro
- 1924 : George Washington, Jr.
- 1924 : Jack O'Clubs
- 1924 : Stolen Secrets
- 1925 : High and Handsome
- 1925 : Where Was I?
- 1926 : Irene
- 1926 : Skinner's Dress Suit
- 1926 : Rolling Home
- 1926 : Mulhall's Greatest Catch
- 1926 : More Pay - Less Work
- 1926 : The Clinging Vine
- 1926 : Her Big Night
- 1926 : The Cheerful Fraud
- 1927 : Don't Tell the Wife
- 1927 : McFadden's Flats
- 1927 : Too Many Crooks
- 1927 : The Gingham Girl
- 1927 : Smile, Brother, Smile
- 1927 : The Small Bachelor
- 1928 : Adam's Apple
- 1928 : Un punch à l'estomac (So This Is Love?) de Frank Capra
- 1928 : A Blonde for a Night
- 1929 : Under the Greenwood Tree
- 1929 : Week-End Wives
- 1929 : The Vagabond Queen
- 1930 : The Compulsory Husband
- 1930 : The Poor Millionaire (en) de George Melford
- 1930 : Big Boy (en) d'Alan Crosland
- 1931 : Sit Tight
- 1933 : High Gear
- 1935 : Helldorado
- 1935 : Whispering Smith Speaks
- 1936 : Sitting on the Moon
- 1936 : The Mandarin Mystery
- 1937 : The Shadow Strikes
- 1938 : Dick Tracy Returns
- 1939 : Les Trois Diables rouges (Daredevils of the Red Circle)
- 1966 : Lost Island of Kioga (TV)